# Джорджо Ґабер
Джорджо Ґабер (італ. Giorgio Gaber, справжнє ім'я Джорджо Ґаберщик італ. Giorgio Gaberščik); 25 січня 1939, Мілан — 1 січня 2003, Камайоре) — італійський співак, актор театру і кіно, режисер, телеведучий, продюсер, композитор, громадський діяч, автор пісень.
Ґабер, якого прихільники називали «Синьйор Джі» («Il signor G»), вважається одним із найкращих гітаристів серед перших виконавців італійського рок-н-ролу 1958—1960 років. Велику цінність представляють роботи Ґабера як театрального сценариста та актора: він разом із Сандро Лупоріні були родоначальниками жанру «театру пісні» («teatro canzone», у якому монологи зі сцени чергуються з піснями).
Ґаберу присвячений новий концертний зал «Аудиторіум», розташований на 31 поверсі хмарочосу Піреллі в Мілані.
13 листопада 2012 року, через майже десятиліття після смерті Ґабера, вийшов потрійний диск «Per Gaber… io ci sono» («Для Ґабера…я тут»), який містив твори барда у виконанні 50-ти артистів.

## Біографія

### Дебют
Джорджо Ґабер народився в Мілані, на вулиці Лондоньо 28, у міщанській родині. Його батьки (мати з Венеції, батько з Істрії) познайомилися в області Венеція. Надалі вони переїхали до Ломбардії у пошуках кращого життя. Справжне прізвище Джорджо, «Ґаберщик», мало словенські корені.
Батько Ґвідо був службовцем, мати Карла Мадзоран — домогосподаркою, старший брат Марчелло навчався на геодезиста і грав на гітарі. У Джорджо було слабке здоров'я: у дитинстві він часто хворів. До того ж, приблизно у віці 8-9 років, він отримав травму лівої руки (яка могла призвести до паралічу кисті). Джорджо потребував постійної активності постраждалої кінцівки. Було вирішено, раз вже старший брат грає на гітарі, то Джорджо теж буде вчитися грати на цьому інструменті. Ідея дала відмінні результати як у сенсі лікування, так і у сенсі творчості. Надалі Ґабер казав: «Уся моя кар'єра народилася через цю хворобу».
Його зразками для наслідування були американські гітаристи-джазмени: Барні Кессел, Тел Фарлоу, Біллі Бауер. У юності Ґабер не замислювався про спів: по суті, він лише грав. Джорджо розглядав музику як розвагу, як задоволення, у роки студентства це було його улюблене заняття. Ґабер намагався вчитися і в італійських музикантів: у Мілані можна було послухати Франко Черрі, який часто виступав у закладі Taverna Messicana.
Кар'єра Ґабера як гітариста розпочалася в гурті Ґіґо Аґості «Ghigo e gli arrabbiati» («Ґіґо та шалені»). Цей гурт склався у міланському закладі «Hot Club» і дебютував на фестивалі джазу 1954 року. Тоді ще не існувало псевдоніма «Ґабер», Джорджо виступав під своїм реальним прізвищем Ґаберщик. Після двох років виконання поп-музики (для заробітку) та джазу (для душі) Ґабер вступив до гурту Адріано Челентано «Rock Boys». На фортепіано в гурті грав Енцо Янначчі. У 1957 році гурт з'явився на екранах, в телепередачі, поєднаній з «Lotteria Italia» («Лотерея Італія», популярній італійській лотереї), «Voci e volti della fortuna» («Голоси та обличчя фортуни»).
У цей період Ґабер познайомився з Луїджі Тенко, який переїхав до Мілана з Генуї. Разом вони створили свій перший гурт з наступним складом: Янначчі на фортепіано, Тенко та Паоло Томеллері на саксофоні, Ґабер та Джанфранко Ревербері на гітарі. Повна назва гурту звучала як «Rocky Mountains Old Times Stompers» («Скелястих гір старовинні топотуни»). Гурт виступав у знаменитому міланському клубі «Santa Tecla» («Свята Текла»). Ґабер та Тенко почали разом складати тексти, їхні стосунки переросли у тісну дружбу. У 1957—58 роках Ґабер, Тенко, Янначчі, Томеллері та Ревербері вирушили в турне Німеччиною з Адріано Челентано.

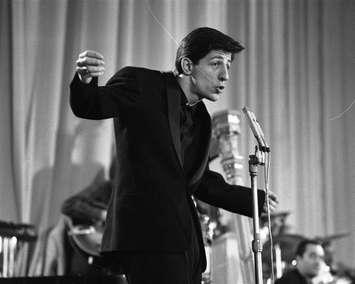
Джорджо Ґабер на Фестивалі «Санремо» 1961 року

1958 року, у віці 19 років, Ґабер отримав диплом бухгалтера. Влітку він приїхав до Генуї, де проводив весь час, виконуючи в барах тріо: бас, гітара, фортепіано з Тенко. Там він вперше спробував співати. Восени Ґабер поступив до міланського Університету Бокконі, поєднуючи навчання з грою на гітарі та співом в гурті «Rocky Mountains» в клубі «Santa Tecla».
Цього часу Ґабера помітив Нанні Рікорді, артдиректор однойменного музичного видавництва, який запросив його на проби. Після цього Джорджо розпочав кар'єру співака із запису в компанії «Dischi Ricordi» (нового на той час відділення найстарішого італійського музичного видавництва поп-музики) чотирьох пісень. Дві з них були італійською мовою: «Ciao ti dirò» («Скажу тобі привіт», рок) і «Da te era bello restar» («Було чудово залишитися з тобою», ліричного жанру), і дві англійською, вже розкрученими на той час «Be-bop-a-lula» та «Love Me Forever». На обкладинці платівки в 45 обертів було написано: «Giorgio Gaber e la sua Rolling Crew» («Джорджо Ґабер і його Команда, що обертається»). Це була перша згадка сценічного псевдоніма артиста.
«Ciao ti dirò», яку написали Джорджо Калабрезе та Джанфранко Ревербері, стала однією з перших пісень італійського року. Ґаберу акомпанував не його гурт, а музиканти, які були зазначені в договорі компанії звукозапису. Серед них були Франко Черрі (гітара) та Джанні Бассо (саксофон), обидва джазмени. Після виходу першої платівки Ґабера запросили на телепередачу «Il Musichiere» («Композитор-пісняр») 1959 року, яку вів Маріо Ріва.
Весною 1959 року Ґабер брав участь, як і всі молоді музиканти того часу, серед яких були Міна (Анна Мадзіні), Адріано Челентано та Літтл Тоні (Антоніо Чаччі), у концерті, присвяченому музиці у стилі рок, в «Palazzo del Ghiaccio» в Мілані. Цього ж року він, разом з Енцо Янначчі, створив гурт «I Due Corsari» («Два корсари»), першою платівкою якого стала «24 ore/Ehi! Stella» («24 години/Гей! Стелла»). Наступною платівкою гурту стала «Una fetta di limone» («Шматочок лимона», 1960 року) — диск став однією з найуспішніших збірок дуету. Наприкінці 1959 року Ґабер вступив в SIAE (Італійська Спільнота Авторів та Видавців) як мелодист та поет-пісняр.

### Успіх
Після виходу своїх перших дисків, у 1960 році, Ґабер отримав оглушливий успіх з ліричною піснею «Non arrossire» («Не червоній»), з якою він взяв участь у музичному фестивалі «Sei giorni della canzone» («Шість днів пісні»). У тому ж році була написана одна з найвідоміших його пісень цього періоду — «La ballata del Cerutti», на слова письменника Умберто Сімонетти. Роком раніше Джорджо познайомився з Сандро Лупоріні художником з В'яреджо, який став співавтором усіх найвідоміших музичних та театральних робіт Ґабера. Серед їхніх перших спільних пісень були «Così felice» («Такий щасливий») та «Barbera e champagne» («Барбера (червоне вино) та шампанське»). У 1960-х роках усі найбільш відомі пісні Ґабера були написані Умберто Сімонеттою: «Trani a gogò» (1962), «Goganga, Porta Romana» (1963). Завдяки цим композиціям Джорджо Ґабер часто з'являвся на телеекранах.
У той час Ґабер захопився французькими піснями, слухав шансоньє з Лівого Берега Парижа, в піснях яких відображалася історія культури Франції. На його думку тексти цих пісень «писалися з особливою увагою і були сповнені глибокого сенсу, якого не вистачало легкій італійській поп-музиці». За словами Ґабера: «Жак Брель був моїм вчителем». Габер, як і Джино Паолі, Серджо Ендріго, Умберто Бінді, Янначчі та Тенко, був у пошуках «золотої середини» між американськими стилями (рок та джаз) та французьким шансоном. У підсумку цю «середину» він знайшов в авторській італійській пісні. Перші італійські барди з'явилися якраз у той період, і Джорджо Ґабер став одним із них.

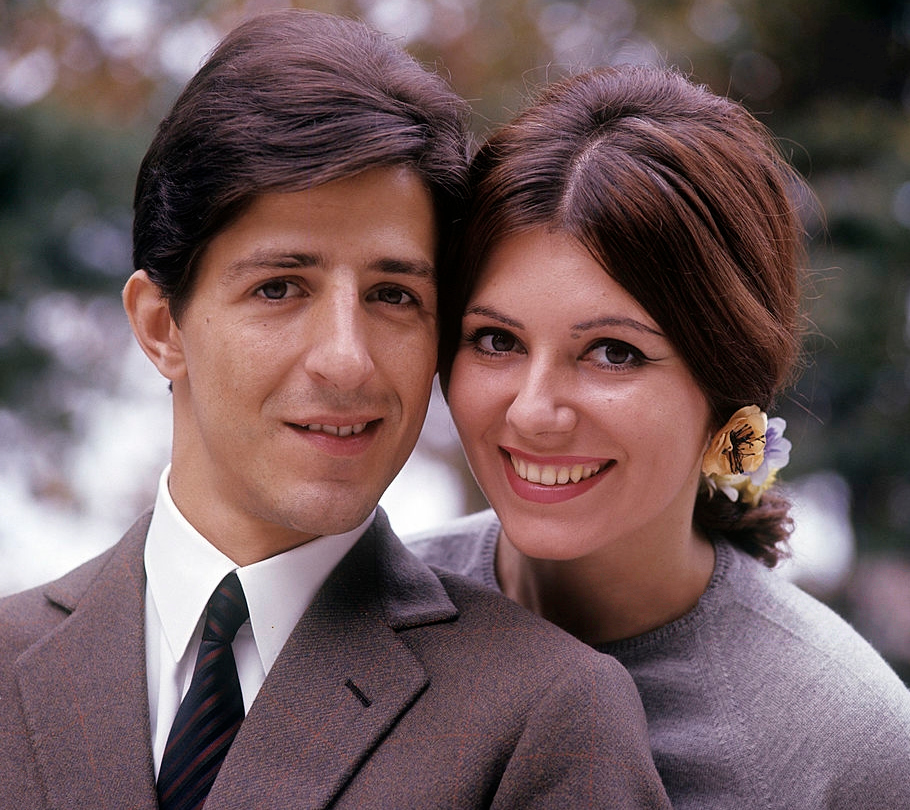
Джорджо Ґабер і Обретта Коллі, 1964 рік

Після спільної творчості та одночасно романтичних стосунків зі співачкою та акторкою Марією Монті (разом вони написали пісню «Non arrossire»), 12 квітня 1965 року, Ґабер одружився з Омбреттою Коллі, тоді ще студенткою Міланського університету, факультету східних мов (російської та китайської). 12 січня 1966 року народилася їхня єдина дочка, Даліа Дебора, яка зараз відома під ім'ям Даліа Ґаберщик.
У 1960-х роках Ґабер чотири рази брав участь на Фестивалі «Санремо»:
- 1961 року з піснею «Benzina e cerini» («Бензин і сірник», одним з авторів був Енцо Янначчі),
- 1964 року з піснею «Così felice»,
- 1966 року з піснею «Mai, mai, mai (Valentina)» («Ніколи, ніколи, ніколи (Валентина)», яка є одним із найуспішніших його виступів),
- 1967 року з піснею «E allora dài!» («Ну так давай!»).

Дві останні пісні були записані компанією «Ri-Fi», з якою Ґабер почав співпрацювати після завершення контракту з «La Ricordi». З цією ж компанією в 1965 році Ґабер записав спільний альбом з Міною («Mina & Gaber: un'ora con loro» — «Міна і Ґабер: одна година з ними»).
Влітку 1966 року Ґабер взяв участь на 14-му Фестивалі неаполітанської пісні, де посів друге місце з піснею Альберто Тести та Джордано Бруно Мартеллі «A Pizza», виконавши її в парі з Авреліо Ф'єрро. Ця пісня та ще «Ballata de' suonne», до якої він написав музику на слова Ріккардо де Віти, — стали єдиними роботами Ґабера в області
неаполітанської пісні.
У 1967 році Ґабер взяв участь у четвертому випуску «Festival delle Rose» («Фестиваль Троянд») з піснею «Suona chitarra» («Грай, гітара»), яку він виконав дуетом з Піппо Франко. У ці роки Джорджо брав участь у багатьох випусках музично-гумористичної програми «Carosello», у багатьох інших телепередачах, і навіть сам вигадував та вів свої власні шоу. Він поєднував музичну діяльність із діяльністю ведучого та керівника програм. Ґабер став одним із найпопулярніших персон на італійському телебаченні. Окрім цього, разом з гуртом «Rocky Mountains», він давав концерти в різних клубах Мілана брав участь в «розкрутці» молодого співака Франко Баттіато.
У 1968 році Ґабер взяв участь у телевізійній музичній комедії-вестерні «Не співай, стріляй» («Non cantare, spara»), разом з гуртом «Quartetto Cetra». Джорджо грав Ідао Мартіна на прізвисько Метис («Meticcio»), оповідача-напівкровку, який співав «Ballata di Idaho Martin» і розповідав зміст попередніх частин на початку кожної з восьми серій. Цього ж року вийшла його остання платівка у співпраці з «Ri-Fi», «L'asse di equilibrio» («Вісь рівноваги»). Наступний контракт був підписаний зі студією звукозапису «Vedette», відразу після цього була записана знаменита пісня «Torpedo blu» («Синій автомобіль»). Наступними вийшли «Come è bella la città» («Яке прекрасне місто», яка стала прикладом введення у пісню соціальної тематики) та «Il Riccardo» («Ріккардо»), обидві пісні були записані 1969 року, а потім «Barbera e champagne» (у 1970 році).
У 1969—70 роках Ґабер і Міна проїхали із сольними концертами багатьма містами Італії. Ґабер виступав у першому відділенні, Міна — у другому. Турне провели ще раз наступного сезону. У 1970 році вийшов альбом «Sexus et politica» («Підлога і політика», альбом був записаний разом з Антоніо Вірджіліо Савоною, у супроводі «Quartetto Cetra», з ним Джорджо познайомився на зйомках «Не співай, стріляй»), у якому Ґабер виконав пісні, написані на слова латинських авторів. На хвилі успіху у 1970 році Джорджо Ґабер представив своє останнє телевізійне шоу, яке йшло в суботу ввечері, — «E noi qui» («І ось ми тут»). Після цього він залишив телебачення та розпочав нове творче життя на підмостках театру.
У цей час Ґабер подружився з бардом Клаудіо К'єффо, переконаним католиком. Невіруючий Ґабер говорив про нього: «Він змушує замислитися».

### Новий творчий шлях: театр пісні
[…]Кінець 60-х — це був незвичайний час, тягар напруги, бажань, впливу політичних та неполітичних подій, які відбувалися тоді з нами. Робота на телебаченні дискредитувала себе. Мені якось набридли банальні формули, мені стали тісні рамки телевізійної цензури, мови, засобів вираження думок; і я сказав собі: згоден, я робив цю роботу, я був успішний, але хочу успіху на інших умовах. Мені здавалося, що театральна діяльність поверне сенс творчості, якщо я відмовлюся від самолюбування.— G. Harari, Giorgio Gaber, Rockstar, gennaio 1993.
[…]Згодом мене запитували, як успіх, популярність і багатство, що звідси випливало, вплинули на моє життя, мій вибір. Для мене відповідь очевидна: я зрозумів, що театр мені найбільше підходить, приносить мені найбільше задоволення, дозволяє мені виразити себе безпосередньо, без допомоги платівки чи телекамери, які стоять між артистом та його публікою. Звичайно, вистави приносять менше доходу, ніж випуск та продаж платівок, але я заробляв достатньо, щоб ніколи не пошкодувати про свій вибір. […] Щодо грошей, я думаю, що якщо ти заробляєш хоча б на ліру більше, ніж тобі потрібно на життя, ти багатий.— C. Pino (a cura di), «Da Goganga al Dio Bambino», in Amico treno, Baldini & Castoldi, 1997.
Театральний дебют Джорджо Ґабера відбувся у 1959 році у театрі «Girolamo», у парі з Марією Монті (на той час його нареченою). Сольна вистава мала назву «Il Giorgio e la Maria» («Джорджо і Марія»). Монті читала монологи про Мілан, Ґабер виконував свої пісні. У 1960 році він записав диск із Даріо Фо «Il mio amico Aldo» («Мій друг Альдо»), де спочатку йшла пісня, а потім монологи. Тоді Ґабер познайомився із театром Фо, який захоплював співака.
1970 рік став переломним у кар'єрі артиста: Ґабер відмовився від грандіозного успіху на телебаченні і став виступати в театрі (створюючи жанр театральної пісні). За його визнанням у ролі телеведучого та співака він «почувався спійманим у клітку». «Переносячи пісню в театр», Джорджо залишив телебчання «скидаючи одяг шоумена». Таким чином, «зник» Ґабер, яким його до цього знала публіка. Артист вирішив почати свою кар'єру спочатку, після чого він, за його задумом, постав перед публікою «таким, яким він є насправді».
Для участі в театральних постановках Ґабер вигадав «Сіньйора Джі» («Signor G»), персонаж, у якому «він не грав ролей, а грав самого себе». Артист створив особливий персонаж, який за своєю складовою був «людиною, сповненою протиріч і печалей, людиною як будь-яка інша». Потім він описував виконання свого персонажа словами: «Синьйор Джі — це синьйор Ґабер, тобто я, і Лупоріні, ми разом намагаємося зробити якусь деперсоналізацію, ототожнюючи себе з багатьма людьми». Й підсумовуючи цю ідею він казав: «Було винайдено абсолютно новий персонаж, новий жанр: виставу на певну тему з піснями, які цю тему розвивають, а в перервах між піснями — монологи та оповідання». З новою компанією звукозапису, Carosello, Ґабер випускає як платівки з живими записами з концертів, так і студійні альбоми.

### Вистави і альбоми 1970—74 років
Період своєї кар'єри 1970—74 років Ґабер характеризував словами:
Відкриття театру, як засобу, що дозволяв мені говорити те, що я думав, і зробити це своєю професією, мало велике значення. Наприклад, дві години вистави: було б гірше, якби вона тривала п'ятнадцять хвилин, тому що у мене були проблеми з початком монологу, у мене не було тієї відкритості, розбещеності, яку, я думаю, повинен мати кожен артист, і яка все-таки прийшла до мене потроху, бо інакше я б тікав ще перед початком вистави. Думаю, я був дуже закритий спочатку, я все хотів сказати глядачам: «Вибачте, ви там, внизу, а я тут, нагорі, але це випадковість, так вже вийшло, що цього разу я мушу вам щось говорити».— F. Zampa, «Individuo vieni fuori», Il Messaggero, 29 ottobre 1983
Спочатку формула включала тільки пісні, потім не те, щоб монологи, а маленькі перерви з короткими фразами, які поступово трансформувалися в монологи, де вимальовувалась тема – швидше відсторонені міркування чи психоаналіз, ніж імпровізація – як у звичайній виставі у прозі. І ця тема розвивалася через пісні й потім через монологи. Тут вже зовсім інші критерії, ніж ті, що були в поп-музиці, коли зрозуміло, що публіка приходить подивитися та послухати пісні, які вони вже знають: до мене тепер приходять, щоб послухати пісні, котрі ще ніколи не чули.— G. Harari, «Giorgio Gaber», Rockstar, gennaio 1993

#### Сезон 1970—71 років
Після попереднього показу 6 жовтня 1970 року в студії «Regson» в Мілані (що найкраще підходила для запису вистави наживо для компанії «Carosello»), 21 жовтня вистава Ґабера «Il signor G» дебютувала у Театрі «San Rocco» в Сереньо, режисером був Джузеппе Рекк'я, а музичним директором Джорджо Казеллато. Ґабер поїхав з першою виставою на гастролі театрами регіону Ломбардія.
Я зрозумів, що можу так жити і що це є мій шлях. Мені стало добре. [...] Спочатку я трохи боявся, що після аншлагів з Міною, ніхто не прийде на мої власні концерти. Але, незважаючи на страх, я відчував, що роблю правильно— A. Scanzi, «Anche per oggi non si vola», Il Mucchio Selvaggio, marzo 1999
На театральній сцені, Габер, за його враженням, відчув себе більш вільним: тексти він говорив (майже повністю написані Сандро Лупоріні, роботам якого, за словами артиста, він був сильно зобов'язаний) характеризувались дотепним розвитком багатьох соціальних та політичних тем, нонконформістськими висловлюваннями; за спостереженнями оглядачів, Габер поводився «більш агресивно і шалено і, користуючись своїм артистичним авторитетом, таврував зі сцени лицемірство та невігластво».

#### Сезон 1971—72 років

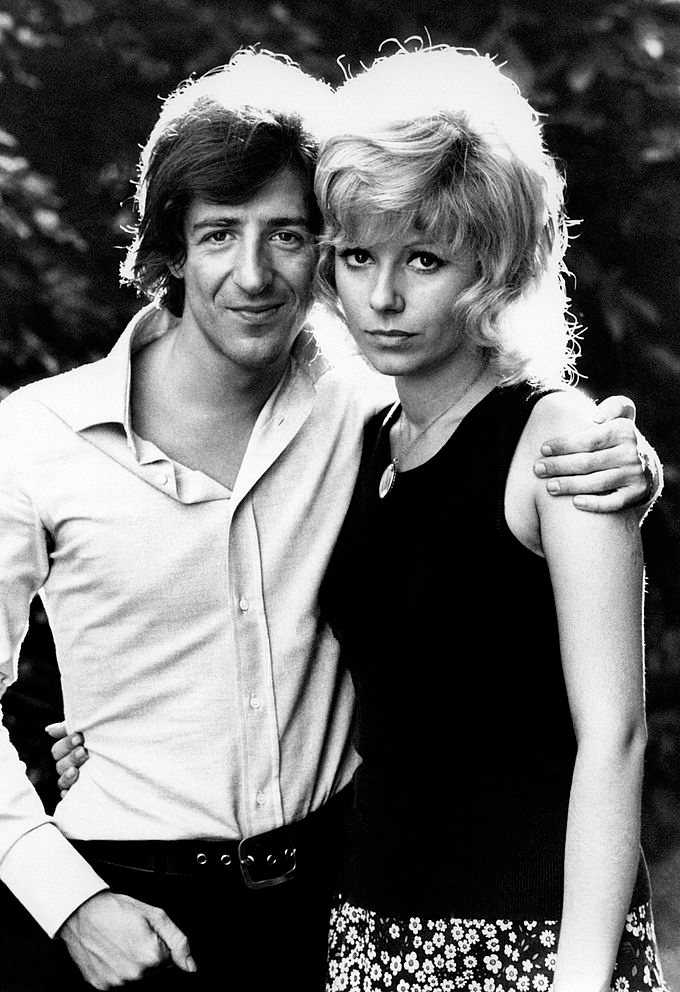
Джорджо Габер і Обретта Коллі, 1970 рік

1971—72 роки для Габера відзначилися випуском альбому «I borghesi» («Буржуї»), де були записані: однойменна пісня, італійська версія пісні Жака Бреля «Che bella gente» («Ces gens-là» («Які прекрасні люди»)), «La chiesa si rinnova» («Церква оновлюється») з новим текстом і «L'amico» («Друг»).
А у театрі цього періоду він давав «Storie vecchie e nuove del Signor G» («Старі та нові історії синьйора Джі»). Виставу, що була задумана як продовження «Il Signor G». Основною темою якої був діалог між «синьйором Джі», людиною середнього віку, і молоддю.

#### Сезон 1972—73 років
Протягом сезону 1972—73 років у театрі Габер давав виставу «Dialogo tra un impegnato e un non so» («Діалог між зайнятою людиною і невідомо ким»). Це була перша вистава, повністю задумана й написана в чотири руки Габером і Лупоріні. Критика відзначала, у сюжеті вистави Габер у своїй оригінальній та емоційній манері обговорював теми жорстокості людини у світі капіталізму («Lingranaggio» — «Механізм», «Il pelo» — «Волос») і відчуженості моралістів та інтелігенції. Пісні вистави, «Lo Shampoo» («Шампунь») і «Libertà è partecipazione» («Свобода — це участь»), стали пам'ятними у публіки.
Один із концертів Габера від 6—7—8 листопада 1972 року в Генуї був записаний на диск, у якому, за відгуками критики, «тривав діалог із молодими людьми про агресивні та утопічні імпульси, що приходять з-за кордону і які народжуються тут, в Італії».
Цього періоду «Carosello» випустила збірку «Gaber al Piccolo» («Габер в мініатюрі»), до якої увійшли пісні з нової вистави, а також з вистав «Il signor G» та «I borghesi».

#### Сезон 1973—74 років
У 1973—74 роках Габер грав у виставі «Far finta di essere sani» («Прикидатися здоровими (адекватними)»). У постановці творчий дует Габера і Лупоріні «підкреслювали певну нездатність поєднувати ідеали з повсякденним життям, а індивідуальність із політикою». Критика відзначала: «„Signor G“ живе в один й той же момент бажанням бути кимось визначеним і нездатністю стати ним». Продовжуючи: «Це утопічне прагнення головного героя, кульмінацією якого стає пісня „Chiedo scusa se parlo di Maria“ („Вибачте, якщо я говорю про Марію“), звучить лейтмотивом всього спектаклю».
Цього разу записали не всю виставу, а лише пісні, без монологів. Сама вистава йшла між 12-20 вересня в Мілані. Останній повтор вистави «Far finta di essere sani» відбувся в психіатричній клініці міста Вогери.
Вистави Габера мали великий успіх: «Il signor G» подивилися загалом 18.000 глядачів, «Dialogo» («Діалог») був повторений 166 разів і кількість глядачів була 130.000 осіб, «Far finta di essere sani» грали 182 рази, відвідуваність становила 186.000 осіб.
Цією виставою завершився період згоди Габера з «рухом» (тобто прихильниками «лівих»). Відтепер бард поступово віддалявся від них, вважаючи, що цей рух «не здатний об'єднати людей, не піддаючись процесу уніфікації та знеособлення мас, тобто без перетворення особистостей на натовп».

### Вистави 1974-х—1980-х років
Концепцію періоду творчості Габера 1974-х—1980-х років критика характеризувала словами:
[…] Мені здається, ця розмова триватиме. Вона почалася з 68 року і описує кризу особистості, втрату індивідуальності: людина не знає, хто вона насправді, їй необхідне якесь посвідчення особи, щоб пізнати себе, і вона шукає це «посвідчення» щосили, щоб позбутися вантажу суспільства споживання що тисне на нього; її пошук свободи, який дуже часто підкоряється системі та політиці масового виробництва.— L. Lanza, «L'uomo spappolato», A, n. 52, dicembre 1976-gennaio 1977

#### Сезон 1974—75 років

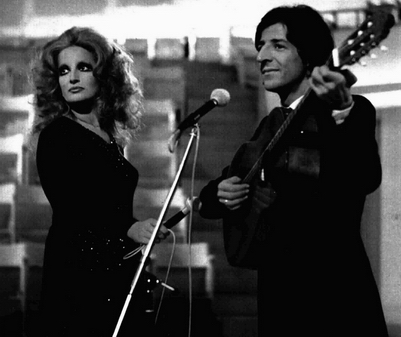
Міна і Джорджо Габер, 1972 рік

Сезону 1974—75 років для Габера відзначився виставою «Anche per oggi non si vola» («Сьогодні знову не злетіти»). Вистава стала першою, у якій звучали натяки артиста на те, що потреба публіки у змінах, яка відчувалася у ті роки, перетворилася на «модний тренд» чи «вигідну позицію»: у сценах «Il coniglio» («Кролик»), «Angeleri Giuseppe» («Анджелері Джузеппе»), «L'Analisi» («Аналіз»), «La realtà è un uccello» («Реальність — це птах») з «тонкою іронією розкривалася нездатність суспільства запропонувати реальні та необхідні зміни».
9 жовтня 1974 року виставу записали в Мілані під лейблом «Carosello». Запис проходив у міланському Театрі «Lirico», який тоді відкрився після реставрації. Влітку 1975 року Габер виступив перед 40.000 осіб на «Festa del proletariato giovanile» («Свято робітничої молоді») у парку Ламбро в Мілані. Артист закривав фестиваль після Франко Баттіато та гурту «PFM» («Premiata Forneria Marco»).

#### Сезон 1975—76 років
Протягом сезону 1975—76 років Габер грав у виставі «Giorgio Gaber-Recital» («Джорджо Габер — Сольний Концерт»), антології, яка представляла найкращі уривки з його виступів.

#### Сезон 1976—77 років
Сезон 1976—77 років відзначився виставою «Libertà obbligatoria» («Примусова свобода»), основою якої стала тема «відносин між особистістю та системою». Критика описувала концепцію вистави словами: «З одного боку, існують люди, які пасивно приймають усе, що пхає їм система. А з іншого боку ті, хто вірить у протистояння системі, але їхнє протистояння липове і дуже скоро воно сходить нанівець. Візьмемо хоча б моду на джинси, яка зараз годує цілі промисловості. Обидва ці типи людей неспроможні уникнути впливу масової свідомості». У виставі Габер співав знамениту пісню «Le elezioni» («Вибори»). Ще однією темою вистави, яка розвивалася в подальших роботах артиста, — «взаємини людини з її власним тілом», де на думку дуету Габера—Лупоріні «капіталістична система так глибоко входить у життя людини, що змінює усвідомлення нею власного тіла та потреб».
14 жовтня 1976 року вистава записувалася компанією «Carosello» у театрі «Duse» (Болонья). Вперше під час вистави Габер грав на гітарі. З «Libertà obbligatoria» розпочалася співпраця артиста з Джорджо Казеллато у сфері аранжувань.
У 1977—78 роках Габер і Лупоріні працюють над сценарієм для театральної поставновки під назвою «Progetto per una rivoluzione a Milano 2» («Проект революції в Мілані-2») за мотивами книги Алена Роба-Грійє «Проект революції у Нью-Йорку», дія якої відбувається у певному місті-супутнику. Вистава так і залишилася на стадії проекту.
Цього часу Габер почав відчувати втому від формули гри на сцені, монолог-пісні, і за угодою з Лупоріні вирішив зробити перерву на рік.

#### Сезон 1978—79 років
3 жовтня 1978 року в Пармі відбувся дебют вистави «Polli di allevamento» («Розведення курчат»). Концерт став «справжнім переворотом»: у вихорі критики, кульмінацією вистави стали фінальні пісні «La festa» («Свято») і «Quando è moda è moda» («Коли мода це мода»), Габер висловив усе своє розчарування тією частиною молоді, яка стверджує, що бореться «проти» системи, у той час, коли насправді ця боротьба за його словами була «наскрізь фальшивою» і «являла собою лише модну гру». Він вважав, що настав час «покінчити з напівзаходами, щоб залишити місце для повного розриву з тим, що відбувається, коли відчуваєш необхідність в ізоляції від суспільства, у вільному падінні, щоб зібрати уламки індивідуальності, щоб торкнутися справжнього себе». Вистава підняла велику хвилю обурення з боку деяких політичних діячів, що завжди намагалися тримати під контролем невигідний для них інформаційний контент, який виходив з театру пісні.

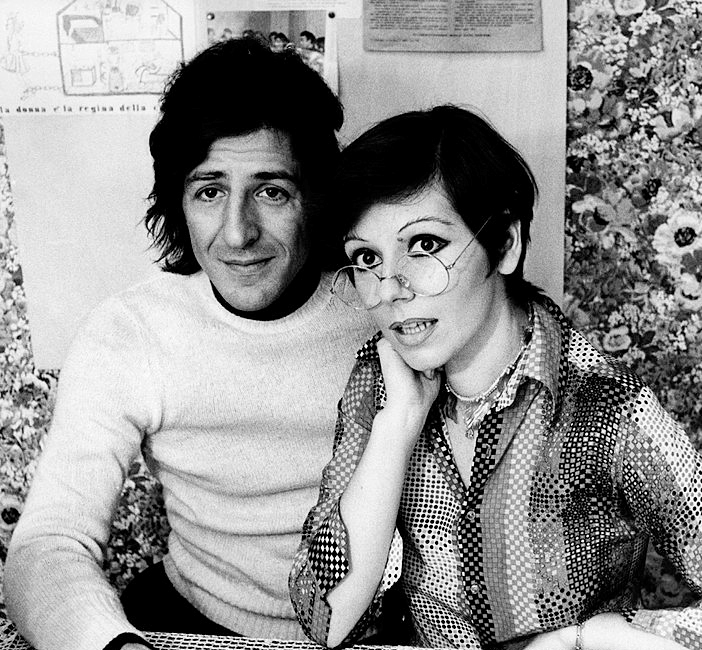
Джорджо Габер і Обретта Коллі, 1973 рік

Окрім цього, 18 жовтня 1978 року, вистава була записана наживо у театрі «Duse» (Болонья), у співпраці з «Carosello». Оркестрування запису, підготовлене Франко Баттіато та Джусто Піо, значно відрізнялося від попередніх: замість басу, ударних та електричних гітар з'явилися синтезатори, духові та струнні квартети.
Після вистави обстановка в театрах для Габера стала напруженою: у багатьох залах він став мішенню образ натовпу, в нього кидали різні предмети. Артист розповідав: «Зрозуміло, що поки в мене кидалися дрібницями або ображали за пісню „Quando è moda è moda“, я казав собі: „Болване, в яку авантюру я себе втягнув! Ну хто, хто змушував мене це робити?“. Але, повторюю, це все одно велика удача — можливість вийти на сцену і сказати те, що ти думаєш». Продовжуючи: «[Коли] я завершую спектакль, я чудово знаю, що зараз вони розлютуються, зараз у мій бік будуть свистіти, я відчуваю це шкірою і знову не можу заплющити вночі око, ворушусь всю ніч безперервно до дев'ятої ранку, щоб подолати цей біль від зіткнення». Після завершення виснажливих гастролей Габер вирішив піти зі сцени на два роки.
1980 року Габер повернувся до студії звукозапису, де записав альбом «Pressione bassa» («Низький тиск»). Того ж року вийшла «неймовірна» пісня Габера «Io se fossi Dio» («Якби я був Богом»), тривалістю 14 хвилин, видана компанією звукозапису «F1 Team» на 12-дюймовому диску, із записом тільки на одному боці, через небажання співака мати справу з «Carosello». Хоча Габер написав пісню 1978 року, після вбивства Альдо Моро, але видана вона була лише через два роки, бо, на думку оглядачів, «компанії звукозапису боялися підставити себе… боялися судових процесів».
[Io se fossi Dio] це особисті переживання якоїсь людини. Вона вже озвіріла від політики, яка втручається у всі аспекти нашого життя, від нескінченної демонстрації політиків […]. [Від тієї] політики, яка лізе всюди, яка тільки виграла і зміцніла від убивства Моро, хоча, здавалося б, мала ослабнути і розвалитися. Червоні та білі прапори на площі Сан-Джованні стали точкою відліку, з якої почалося посилення партій: відтепер вони заполонили всі сфери нашого існування.— G. Harari, «Giorgio Gaber», Rockstar, gennaio 1993
Цього періоду критика відзначала, що Габер остаточно перетворився на «вільного мислителя, борця з будь-якою політичною партією: ця пісня — відображення потреб та труднощів багатьох італійців, розчарованих та розлютованих; вона роз'яснює недовіру до політичних протистоянь людини, яку Габер за літературними моделями Селіна та Джакомо Леопарді використовує як образ у своїй творчості».
Влітку 1980 року Габер виступав у Театрі «Lirico» в Мілані. Компанія RAI записувала вистави і в листопаді створила особливий випуск із двох частин під назвою «Quasi allegramente la dolce illusione» («Майже радісна солодка ілюзія») та «Quasi fatalmente la dolce uguaglianza» («Майже неминуче приємна рівновага»). Це була перша поява Габера на телеекрані після його останнього шоу 1973 року.

### Вистави 1980-х років
До 1976 року я знаходив безліч стимулів (для роботи), а потім вже все здавалося мені повторенням пройденого […]. Наприкінці десятиліття почався занепад всіх ідей, які його характеризували з кінця 60-х років, починаючи з Маркузе у Школі Франкофорте (філософська та соціологічна неомарксистська школа) і закінчуючи набагато яскравішими та жорсткішими соціальними рухами, які, можливо, мали значно більший резонанс.— L. Ceri, «Il sogno di Giorgio Gaber», Il Mucchio Selvaggio, settembre 1993

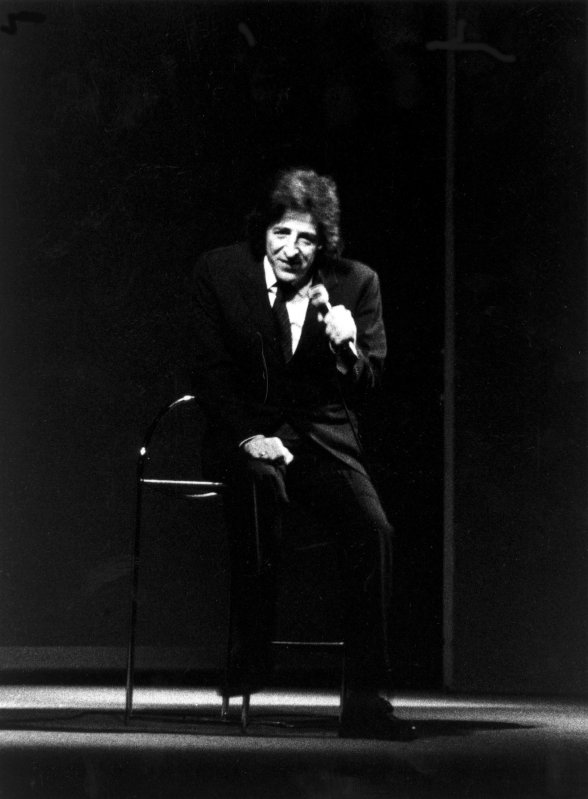
Джорджо Габер під час виконання вистави

4 березня 1981 року Габер, разом із Франческо Гуччіні та Франко Баттіато, взяв участь у благодійному концерті на користь газети «Lotta Continua» («Боротьба триває»). Також він видав альбом «Anni affollati» («Переповнені роки»). У тому ж році Габер режисував музичну комедію «Останні подорожі Гулівера» («Ultimi viaggi di Gulliver»), а у фільмі «Мішанина» («Il minestrone»), виконав роль «пророчого» персонажа.

#### Сезон 1981—82 років
Протягом сезону 1981-82 років Габер давав «Anni affollati», яку критика називала «найлаконічнішою і найскладнішою виставою, але від цього не менш злободенною й проникливою». Описуючи далі виставу оглядачі відзначали, що з самого початку, з пісні «Anni affollati», «вдається відчути той розрив, який уже стався між запалом та пристрастями 1970-х років та сучасними соціальними процесами; майже всі монологи присвячені явищам винятково цікавим і зухвалим („La masturbazione“ — „Мастурбація“, „L'anarchico“ — „Анархіст“) і приводять глядача до безжальних і безнадійних висновків („Il porcellino“ — „Порося“)». Підсумовуючи сюжет висновком: «На завершення, коли нестерпний тягар лицемірства, здається, переповнює чашу, вся ненависть до ідіотизму і підлості світу вихлюпується в похмурому і нещадному памфлеті, тепер вже знаменитій „Io se fossi Dio“».
Габер цього часу зізнавався: «Я довго не наважувався включити „Io se fossi Dio“ у виставу. Звичайно, я й досі не примирився. Як і раніше, я не читаю газет та не голосую. Мені це здається надто награним, надто театральним». Платівка з концертом була записана 9-12 лютого 1982 року у міланському Театрі «Каркано». Диск під назвою «Il teatro di Giorgio Gaber» («Театр Джорджо Габера») видала компанія «Carosello».
У 1982 році Габер був обраний президентом «Associazione Autori di testi letterari e musicali» («Асоціація авторів літературних та музичних текстів», філії в Римі та Мілані).

#### Сезон 1982—83 років
У 1982-83 роках Габер вдруге пробував себе в ролі автора сценарію. Разом із нерозлучним Лупоріні він писав комедію у двох актах «Il caso di Alessandro e Maria» («Випадок з Олександром і Марією»). У цій виставі він виконував головну чоловічу роль. Головна жіноча роль дісталася Маріанджелі Мелато, одній із найзатребуваніших та талановитих акторок того часу. Темою вистави стали — стосунки між парою, окрім цього у ній також вистачало натяків на соціальні реалії 1980-х років. Прем'єра п'єси відбулася 22 жовтня 1982 року у Пармі.
Наприкінці турне Габер записав альбом із Енцо Янначчі. Обидва артиста зібралися разом, щоб переспівати пісні 1960-х років дуету «I Due Corsari» з нового погляду, у стилі «The Blues Brothers». Вінілова платівка отримала назву «Ja-Ga Brothers». У цьому ж році Габер взяв участь у створенні «Dolci promesse di guerra» («Солодкі обіцянки війни»). Габер виступив як режисер та продюсер вистави.

#### Сезон 1983—84 років
1983-84 років Габер на якийсь час залишив театральні підмостки. Він займався режисурою музичної комедії «Повна невдаха» («Una donna tutta sbagliata») з Омбреттою Коллі в єдиній головній ролі. Також він засновував власний лейбл «GO Igest» і опублікував під ним альбом «Gaber», що запам'ятався публіці за піснями «Benvenuto il luogo dove» («Ласкаво просимо в місце, де») і «Occhio, cuore, cervello» («Око, серце, розум»). Цього часу Джанні Міна запросив Габера на телебачення, у своє шоу. Джорджо знявся у трьох передачах, дві вийшли 1983 року (в них він виконав пісні «Le elezioni» і «Quello che perde i pezzi» («Людина, яка втрачає частини тіла»)), а третя — 1984 року, на ній звучала пісня «Benvenuto il luogo dove».

#### Сезон 1984—85 років
У 1984-85 роках артист повернувся на сцену з «Io se fossi Gaber» («Якби я був Габером»). Основною темою вистави стала «зрівнялівка, уніфікація людей». Дебют вистави відбувся 18 жовтня 1984 року у Турині. Нововведенням вистави стало повернення оркестру, який грав наживо на задньому плані. Протягом вистави артист виконав пісні: «Gli altri» («Інші»), «La massa» («Натовп»), «Qualcosa che cresce» («Дещо, що росте»), «Il deserto» («Пустеля»). Габер пояснював: «Вистава „Io se fossi Gaber“ народилася з полеміки з приводу таємничого терміну „маса“, з приводу тих, хто поступився логікою ринковій економіці, з приводу припинення опору навіть з боку останніх, хто підтримував смак, почуття прекрасного». Версію вистави для платівки записали 4-10 березня 1985 року в Театрі «Джуліо Чезаре» у Римі, її випустила «Carosello» під назвою «Io se fossi Gaber». Платівка являла собою подвійний альбом-антологію, у якому нові пісні та монологи чергувалися уривками з попередніх вистав, такими як «Le elezioni», «Il dilemma» («Ділема») або «La pistola» («Пістолет»).
Цього часу Габер виступив на церемонії «Premio Tenco», де виконав «… Dove tutto è ironia» («…Де все — іронія»), потім брав участь у телепрограмі «Fantastico» (передача каналу Rai 1, яку вели Піппо Баудо та Хізер Парізі, на якій заспівав «Oh mamma» та «Pressione bassa».

#### Сезон 1985—86 років
Вистава «Io se fossi Gaber» була залишина Габером у його репертуарі на другий сезон, 1985-86 років. Цього часу Габер режисував музичну комедію «На допомогу… я успішна жінка» («Aiuto… sono una donna di successo»), з Омбреттою Коллі в єдиній головній ролі.

#### Сезон 1986—87 років
Протягом сезону 1986-87 років Габер ставив виставу «Parlami d'amore Mariù» («Поговори зі мною про кохання Маріу»), в якій знову порушувалася тема стосунків у парі. Габер розповідав: «Мій герой — людина, яка намагається внести ясність у те невиразне занепокоєння, яке супроводжує його життя. І щоб усвідомити це занепокоєння, він досліджує почуття». Дебют вистави відбувся 25 жовтня 1986 року у Сан-Марино. Габер отримав «Biglietto d'oro» («Золотий квиток») «Agis-BNL» за найвищу кількість глядачів за сезон.
7-9 травня 1987 року в міланському театрі «Smeraldo» була записана версія вистави на платівці, яку випустила «Carosello». Також співак випустив студійний альбом «Piccoli spostamenti del cuore» («Маленькі пересування серця)». Влітку Габер виступив на фестивалі «Taormina Arte», де виконав пісню «I soli» («Самотні»).
Ми з Лупоріні працюємо забавним способом. Ми бачимося влітку у В'яреджо, де він малює картини, і розмовляємо про те, що нам цікаво, і про те, що відбувається навколо нас: теми можуть бути найрізноманітніші, не знаю, страх війни чи потреба у розвагах, забруднення навколишнього середовища… цього року я йому казав, що я помітив у людей посилену увагу до власних почуттів, бажання слухати себе. І ми вирішили поговорити про це.—  Bandettini, "Ed ora vi racconto i sentimenti di un uomo di oggi", la Repubblica, 28 ottobre 1986

#### Сезон 1987—88 років

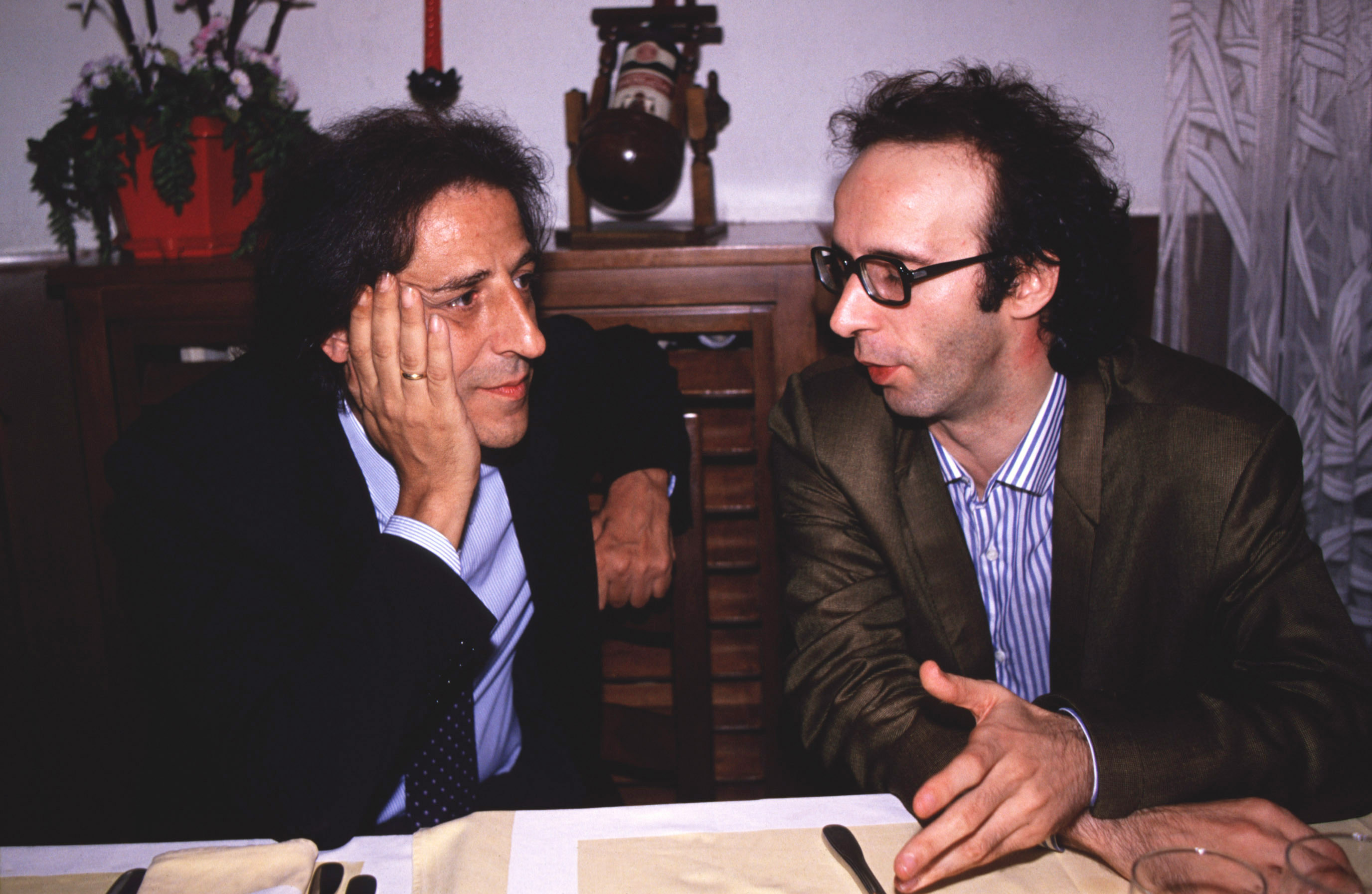
Роберто Беніньї і Джорджо Габер, 1990 рік

Під час сезону 1987—1988 років Габер разом із Джамп'єро Аллоїзіо та Артуро Бракетті писав сценарій до вистави «In principio Arturo» («Спершу Артур»), в якій грав Бракетті. Влітку 1988 року Габер став редактором та керівником театрального заходу «Professione comico» («Акторське ремесло»), фестивалю, який проходив у наступні роки у Венеції аж до 1991 року.

#### Сезон 1988—89 років.
1980-ті роки завершилися поверненням Габера на сцену у виставі в прозі «Il Grigio» («Сірий»), другій подібній постановці після «Il caso di Alessandro e Maria»: яка складская з довгого монологу, що також був записаний на платівку. Оповідалася історія злодія, «який віддаляється від світу, тому що світ йому не подобається, і починає жити наодинці у відокремленому будинку: і там його наздоганяє все його попереднє життя, до нього повертаються всі його тривоги, він стає змушеним займатися постійним самоаналізом». Далі, за сюжетом, головний персонаж «дивиться на себе, щоб підбити підсумки […] Коли людина занурюється в самоаналіз, вона потім виринає, повільно. Це як спокій після бурі, ти приймаєш себе. У цьому все. Прийняти себе».
Ця вистава відрізнялася від усіх попередніх двома характеристиками: а) вона виконувалася не на абстрактній сцені, а у справжній кімнаті, у якій були присутні деякі предмети (гітара, відеомагнітофон); б) постановка виконувалася не в жанрі театральної пісні, а була справжньою виставою у прозі з одним-єдиним героєм на підмостках. Дебют вистави відбувся 19 жовтня у Беллуно, за неї Габер отримав «Premio Curcio» (Премію Курчіо) та «Premio Ascot Brun» (Премію Аскот Брун) як найкращий актор.
6-9 квітня 1989 року в театрі Генуї була записана версія вистави для платівки, яку випустила «Carosello». У деяких театрах було організовано післяполудні зустрічі-дискусії з публікою. Цього часу Габер писав музику до музичної комедії режисера П'єтро Гарінеї «A che servono gli uomini?» («Навіщо потрібні люди?»), яку поставили в театрі «Sistina» у Римі. У виставі брали участь Омбретта Коллі, Массімо Гіні та Стефано Сантоспаго.

#### Сезон 1989—90 років
Протягом 1989-90 років вистава «Il Grigio» була залишена артистом на другий сезон. Окрім цього Габер з Омбреттою Коллі разом переписали сценарій вистави «Una donna tutta sbagliata» для чотирисерійного телефільму (півтора година кожна серія), кожна серія містила свою окрему історію. Фільм виходив в ефір у жовтні 1989 року на каналі Rai 2. Головну героїню зіграла Омбретта Коллі, окрім цього фільм вийшов зі спеціальною участю Габера. З 1989 по 1992 роки Габер був художнім керівником театру «Goldoni» у Венеції та «Toniolo» у Местре.
25 травня 1990 року в «Teatro Comunale» у Венеції дебютувала вистава «Aspettando Godot» («Чекаючи на Годо») Семюеля Бекетта в обробці Габера. Італійський переклад був зроблений Фруттеро та Лучентіні (Fruttero & Lucentini). Виконавцями ролей стали Габер (Володимир), Енцо Янначчі (Естрагон), Паоло Россі (Лаккі) та Феліче Андреазі (Поццо). У виставі Габер вперше вимовляв текст, написаний ним самим. Також цього часу він займався режисурою театральної вистави Беппе Грілло «Buone notizie» («Хороші новини»), написаної у співпраці з Мікеле Серрою.

### Дев'яності роки
Я багато копаюсь у собі. Без фанатизму просто самоаналіз. Він допомагає мені розуміти інших, але також допомагає мені витримувати головне випробування.— Si. Ro. «Gaber: ora sono un laureato del teatro», La Stampa, 1º giugno 1989
Я не католик. Але таїнство є, звичайно ж, і я віруюча людина. Віра, як сказав один священик, це рана, яку ми носимо всередині і повинні намагатися залікувати, знаючи, що цього ніколи не станеться. Мені це визначення підходить.— Franco Fayenz, «Giorgio Gaber. Perché non canto più», La Stampa, 11 febbraio 1989

#### Сезон 1990—91 років

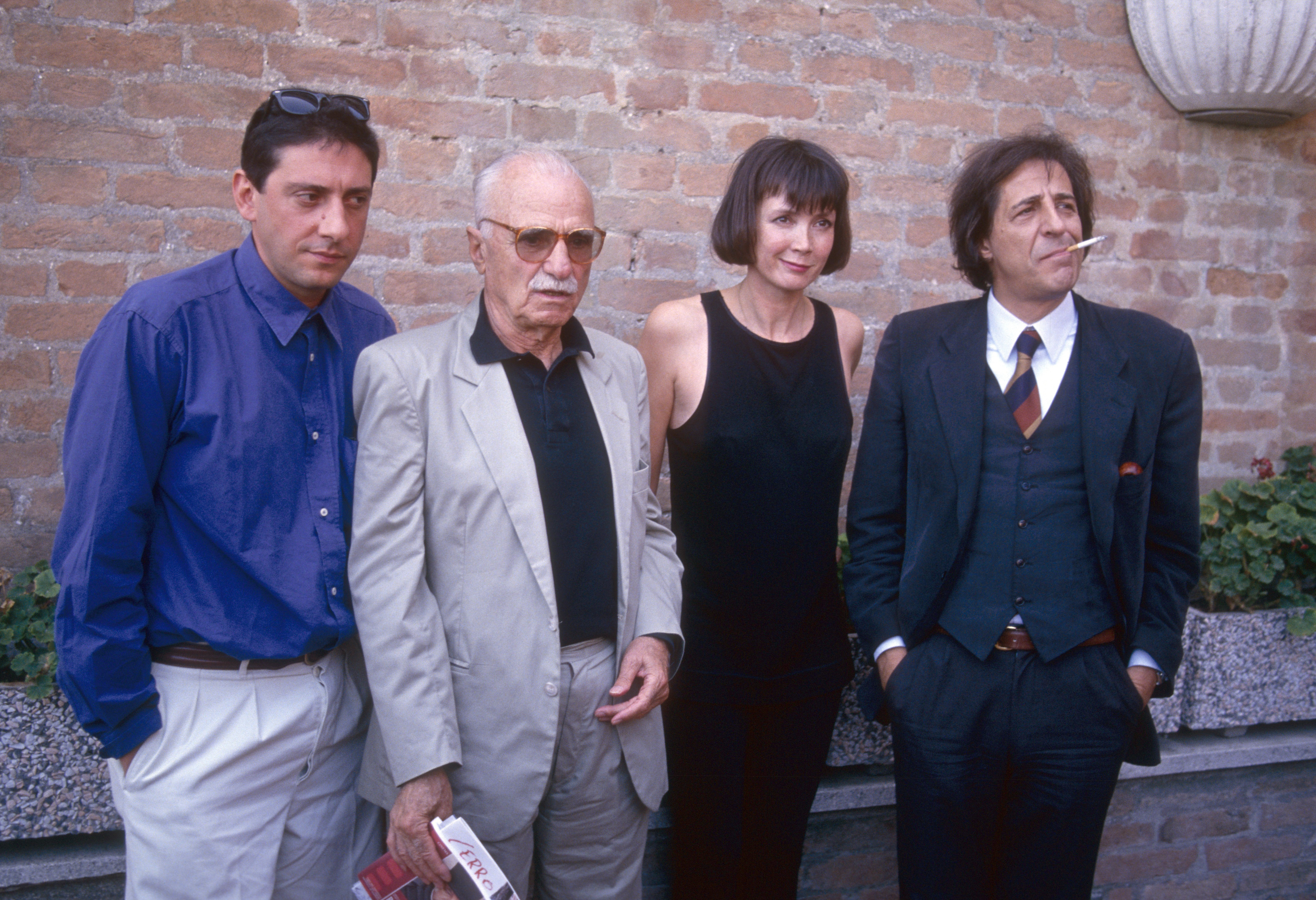
Серджо Кастеллітто, Маріо Монічеллі, Сабіна Азема і Джорджо Габер. 1991 рік

Період 1990—91 років видзначився для Габера грою вистави «Il Grigio» вже протягом третього сезону.
Як художній керівник «Театру Гольдоні» Габер організовував серію публічних зустрічей з головними дійовими особами італійського театру. У серії «Зустрічі з автором» серед інших взяли участь Лука Ронконі, Маріанджела Мелато, Габріеле Лавіа, Джорджо Стрелер та Даріо Фо.
1991 року Габер взяв участь у фільмі Маріо Монічеллі «Россіні! Россіні!». Він грав імпресаріо Доменіко Барбайю.
Влітку Габер виступав на фестивалі «Versiliana», де представляв серію концертів у жанрі театральної пісні. Відвідування фестивалю стало для співака доброю традицією, і він брав участь у цьому заході й наступних років.

#### Сезон 1991—92 років
Протягом сезону 1991—92 років Габер ставив виставу-антологію під назвою «Il teatro canzone» («Театр пісні»), де розповідав глядачам історію попередніх двадцяти років. Вистава містила унікальний монолог «Qualcuno era comunista» («Хтось був комуністом»), який був «чітким аналізом того, що означав комунізм для багатьох людей з точки зору надії і одночасно ілюзій, і того, що міг би сказати нам кінець цього досвіду», Габер характеризував це словами:
Хтось був комуністом тому що йому потрібен був стимул до чогось нового, тому що він відчував потребу в іншій моралі, тому що це була тільки енергія, сон, політ, це був лише порив, бажання змінити речі, змінити життя.— Giorgio Gaber e Sandro Luporini, Qualcuno era comunista
Наприкінці вистави, Габер не став відмовлятися від «біс»-вимоги глядачів і виконав кілька пісень 1960-х років, таких як «Barbera e champagne» (приспів до якої підхопив хор глядачів) та «Non arrossire».
Дебют вистави відбувся 5 листопада 1991 року у Пезаро. Версія для платівки була записана у січні 1992 року в міланському Театрі «Каркано» та випущена «Carosello».
Влітку Габер знову виступав на фестивалі «Versiliana». У липні-серпні він знімав своє перше домашнє відео «Storie del Signor G» у Театрі «Comunale» (П'єтразанта).

#### Вистави та альбоми 1993—2000 років
У 1993 році Габер розповів як продавалися його платівки: «Тим часом ці [мої] платівки були дуже незвичайними: записані наживо, з публікою на задньому плані, крім того, вони були подвійні і за особливими цінами, у тому сенсі, що коштували як один диск. Найкраще вони розходилися в театрах [протягом вечора вистави], внаслідок чого вони не були класифіковані у чартах, оскільки ця класифікація ґрунтується на магазинних продажах».
Протягом цього періоду монологи знову включалися до наступних вистав: «Io come persona» («Я як особистість») 1994 року та «E pensare che c'era il pensiero» («І думати, що була думка», вистава ставився два сезони). У цих виставах Габер знову почав аналізувати соціальні реалії, причому не тільки в нових піснях — «Destra-Sinistra» («Право-Лево»), «Quando sarò capace d'amare» («Коли я можу полюбити») і «Mi fa male il mondo» («Мені шкідливий світ»), але і в нових монологах — «La sedia da spostare» («Стілець, який час пересунути»), «L'equazione» («Рівняння») та «Sogno in due tempi» («Сон у двох серіях»). Він також дав «друге життя» старим творам, таким як «La realtà è un uccello» («Реальність — це птах») і «La Chiesa si rinnova» («Церква оновлюється», пісня, яка в оригіналі замислювалася з приводу церковного собору, але тепер присвячувалась папству Івана Павла II).
З вистави «E pensare che c'era il pensiero» було випущено два живі альбоми, один у 1994 році, другий — 1995-го. Перший альбом був записаний у туринському Театрі «Alfieri» у листопаді 1994 року, другий — у пармському Театрі «Regio» у жовтні 1995 року.
Виставу «Un'idiozia conquistata a fatica» («Ідіотизм перемагається з трудом») також грали два сезони. Цього часу відбулося припинення співпраці співака з компанією «Carosello», під лейблом якої його платівки виходили понад двадцять років. Якийсь час Габер сам випускав диски (які продавалися лише після вистав у театрі) з компанією «Giom», створеною спеціально для цього випадку, а потім, 2000 року, почав співпрацювати з компанією «CGD Eastwest».
У сюжеті вистав Габера цього періоду була присутня критика суспільства 1990-х років, що особливо яскраво виразилася в таких піснях як «Il potere dei più buoni» («Влада найкращих») та «Il conformista» («Конформіст», згодом свою версію цієї пісні 1999 року виконав Адріано Челентано).

## Останні роки життя. Посмертні альбоми та концерти

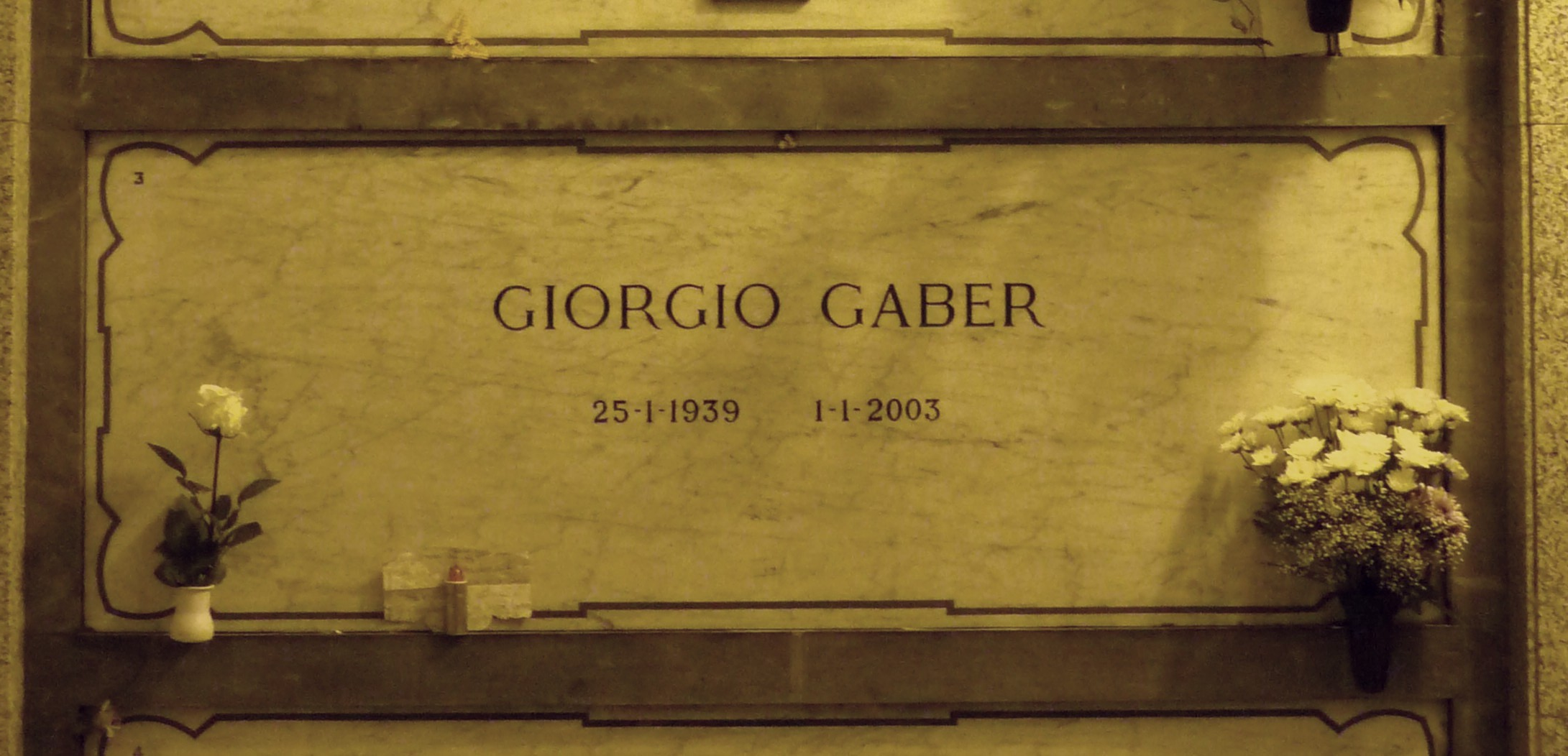
Надгробок Джорджо Габера

13 квітня 2001 року Габер випустив новий студійний альбом через 14 років після «Piccoli spostamenti del cuore» — «La mia generazione ha perso» («Моє покоління програло»). До нової платівки увійшли як заново записані пісні з попередніх вистав («Destra-Sinistra» і «Quando sarò capace d'amare»), так і нові твори, найзначніший з яких «La razza in estinzione» («Згасання роду»), пісня, слова якої стали назвою альбому.
Вже будучи хворим, Габер цього ж року взяв участь у програмі «125 milioni di caz..te» («125 мільйонів херні») зі своїм старим другом Адріано Челентано. За сценарієм Габер разом з Антоніо Альбанезе, Даріо Фо, Енцо Янначчі і тим самим Челентано грав партію в карти і всі п'ятеро співали разом «Ho visto un re» («Я бачив короля»).
Співак розпочав роботу над новим диском, «Io non mi sento italiano» («Я не почуваюся італійцем»), який вийшов вже після його смерті. Після тривалої хвороби (рак) Габер помер новорічного полудня (1 січня 2003 року) у своєму будинку в селі Монтеманьйо, розташованому в провінції Лукка. Його тіло спочиває в Мілані на меморіальному цвинтарі Cimitero Monumentale за бажанням його дружини Омбретти Коллі.
Фонд Джорджо Габера у 2004 році організував на честь великого італійського співака та актора Фестиваль театральної пісні імені Джорджо Габера, у 2012 році захід пройшов уже вдев'яте. На фестивалі виступали багато відомих італійських артистів, які виконували твори Джорджо Габера.
13 листопада 2012 року вийшов триб'ют-альбом «Per Gaber… io ci sono» — збірка з трьох CD з піснями Габера. У записі взяли участь 50 італійських артистів.

## Премії та нагороди
- 1974: Premio Tenco, за перший випуск музичного огляду;
- 1990: премія Drammaturgia Festival TeatrOrizzonti — Урбіно, Teatro Sanzio 13.03.1990;
- 2001: Targa Tenco, за кращу пісню — «La razza in estinzione»;
- 2003: Targa Tenco, посмертно, за найкращий альбом — «Io non mi sento italiano».

## Дискографія
Музичні записи Джорджо Габера діляться на шість періодів, відповідно до компаній звукозапису, з якими він працював: «La Ricordi» (1958—1964), «Ri-Fi» (1965—1967), «Vedette Records» (1968—1969), «Carosello» (1970—1995), «Giom» (1996—2000) та «Cgd» (2001—2003).
Протягом 1958—1969 років Габер виконував легку музику (включає близько 160 записів). Записи наступних років були реорганізовані самим Габером у 2002 році та зібрані в 11 подвійних дисків, до яких увійшли й дві останні студійні платівки.

## Фильмография
- 1960 — «Музичний автомат кричить про любов» («Juke-box, urli d'amore»)
- 1962 — «Пісні часів твісту» («Canzoni a tempo di twist»)
- 1980 — «Мішанина» («Il minestrone»)
- 1991 — «Россіні! Россіні!» («Rossini! Rossini!»)

## Телевізійні передачи, які вів Габер
- Canzoni da mezza sera (1962)
- Teatrino all'italiana (1963)
- Canzoniere minimo (1963, одна з перших телепередач, присвячених авторській музиці)
- Milano cantata (1964)
- Questo e quello (1964)
- Le nostre serate (1965)
- Diamoci del tu (1967, серед інших гостей тут вперше з'явилися на екрані Франческо Гуччіні і Франко Баттіато)
- Giochiamo agli anni trenta (1968)
- E noi qui (1970)

Габер брав участь як співак у передачі «Canzonissima», у випусках 1968-69-70 років. Він запрошувався як гість на знамениті шоу «Studio Uno» (1966), «Teatro 10» (1972) і «Senza rete» (1968-69-72-73).

## Роботи, присвячені Габеру
- G&G, автори Давид Барці та Серджо Джеразі, роман у коміксах, за мотивами творів барда.

## Телезйомки вистав театру пісні
- Quasi allegramente la dolce illusione (Rai 1, 1980)[45];
- Quasi fatalmente la dolce uguaglianza (Rai 1, 1980)[46];
- Storie del Signor G (Canale 5, 1992).

### Книги про Ґабера
- Autori Vari (a cura di Gino Castaldo). Il dizionario della canzone italiana. — editore Armando Curcio, 1990. — Т. alla voce Gaber, Giorgio, di Fabrizio Zampa. — С. pagg. 730—732.
- Autori Vari (a cura di Enrico Deregibus). Dizionario completo della canzone italiana. — Giunti editore, 2006. — Т. alla voce Gaber Giorgio, di Gianluca Veltri.
- Elena Vicini. Gaber nella foresta. — Venezia: Blow-up, 1975.
- Michele L. Straniero. Il signor Gaber. — Milano: Gammalibri, 1979.
- Riccardo Piferi (a cura di). Giorgio Gaber. Canzoni e spettacoli. — Roma: edizioni Lato Side, 1979.
- Mario De Luigi. Cultura & canzonette. — Milano: Gammalibri, 1980.
- Michele Serra. Giorgio Gaber. La canzone a teatro. — Milano: Il saggiatore, 1982.
- Massimo Emanuelli. Il suo nome era Giorgio Gaber. Storia del Signor G. — Milano: Greco & Greco, 2003.
- Carlo Carli. Giorgio Gaber e il Teatro canzone. Definizione del Teatro canzone ed atti parlamentari. — Roma, 2003.
- Francesco Cuccurullo. Il teatro di Giorgio Gaber. — Foggia: Bastogi, 2003.
- Giandomenico Curi. Chiedo scusa se parlo di Gaber. — Roma: Arcana, 2003.
- Andrea Scanzi. C'è tempo. — Ancona: Pequod Editore, 2003.
- Micaela Bonavia (a cura di). Giorgio Gaber. Frammenti di un discorso…. — Milano: Selene edizioni, 2004.
- Giulio Casale. Se ci fosse un uomo. Gli anni affollati del signor Gaber. — Roma: Arcana, 2006.
- Andrea Pedrinelli. Non fa male credere. La fede laica di Giorgio Gaber. — Milano: Arcana, 2006.
- Sandro Neri. Gaber. La vita, le canzoni, il teatro. — Firenze: Giunti Editore, 2007.
- Elena Torre. Giorgio Gaber, l'Ultimo Sileno. — Firenze: Sassoscritto, 2008.

### Книги Ґабера про театр
- Giorgio Gaber, Sandro Luporini. Gaber in prosa. Il Teatro d'Evocazione. — Milano: Bompiani, 1994.
- Giorgio Gaber, Sandro Luporini. Il Grigio. — Torino: Einaudi, 2003.
- Giorgio Gaber, Sandro Luporini. Questi assurdi spostamenti del cuore. Monologhi in forma di racconto. — Torino: Einaudi, 2004.
- Massimo Puliani, Alessandro Forlani e Valeria Buss. Gaberscik: Il teatro di Giorgio Gaber: testo, rappresentazione, modello. — Matelica: Hacca Editrice, 2009.
- Premio Armando Curcio per il Teatro 1989. Giorgio Gaber. — Roma: Armando Curcio, 1990.